# Centaurea hermannii
Centaurea hermannii là một loài thực vật có hoa trong họ Cúc. Loài này được F.Herm. mô tả khoa học đầu tiên năm 1931.